# 庵谷町長大橋
庵谷町長大橋（いおりだにまちながおおはし）は、富山県富山市庵谷 - 町長の神通川に架かる国道41号（国道360号重複）猪谷楡原道路の橋長369 m（メートル）のアーチ橋。

## 概要
猪谷楡原道路は雨量規制区間を回避し、急勾配・急曲線の解消を目的に建設されている。庵谷町長大橋は仮称を庵谷橋としており、猪谷楡原道路の神通川に架かる4橋のうち、富山方から2番目に架かる。
本橋はアーチリブと鉛直材が鉄筋コンクリート（RC）、補剛桁・側径間が鋼からなる複合アーチ橋である。
- 形式 - 複合上路アーチ橋（補剛桁・側径間は2主鈑桁。橋全体が6径間連続桁。）
- 活荷重 - B活荷重
- 橋長 - 369.000 m
  - 支間割 - ( 30.200 m + 31.000 m + 25.000 m + 220.000 m + 31.000 m + 30.200 m )
  - アーチ支間 - 210.000 m
  - アーチライズ - 29.000 m
- 幅員
  - 総幅員 - 10.700 m
  - 有効幅員 - 9.500 m
  - 車道 - 9.500 m
  - 歩道 - なし
- 曲率半径 - 500 m
- 床版 - 合成床版
- 総鋼重 - 613 t
- 設計 - 大日本コンサルタント[3]
- 施工 - 大成建設・佐藤工業JV（コンクリート部）[4]、東綱橋梁（アーチ部補剛桁）・川田工業（側径間）
- 架設工法 -  ピロン工法（アーチ）・ケーブルエレクション直吊り工法（アーチ部補剛桁）・トラッククレーン一括架設工法（鈑桁部）

## 歴史
1997年度（平成9年度）に猪谷楡原道路が事業化された。
庵谷橋のコンクリート部は2005年（平成17年）3月16日からの工期であったが、10月に施工地にて焼却灰が発見されたことから、工事中止を余儀なくされた。同年12月に調査の結果、焼却灰から埋め立て処分基準を下回るダイオキシン類が発見されたため、関係機関で協議の上、2006年（平成18年）2月1日に最終処分場に埋立することが決定し、同年3月1日から搬出・処分を開始し、同年4月29日に除去を完了した。このため工事が5月8日から再開となり、大きく工期が遅延することになった。
その後、2006年（平成18年）5月に拱台の掘削開始、2007年（平成19年）6月にアーチリブの張出し開始、2008年（平成20年）6月のアーチリブ閉合を経て、同年12月19日にコンクリート部の工期が完了した。鋼桁部分は2009年（平成21年）に竣工し、2009年（平成21年）11月20日に本橋を含む庵谷 - 楡原間延長3.0 kmが供用を開始した。